# Othon Correia Netto
Othon Correia Netto ( Viçosa, 18 de fevereiro de 1921 - Rio de Janeiro, 17 de Abril de 2008) foi um militar brasileiro veterano da Segunda Guerra Mundial.
Filho do advogado Serzedelo de Barros Correia e D. Maria Augusta. Correia Netto fez parte do 1º Grupo de Aviação de Caça que foi para à Italia na Segunda Guerra. Durante a guerra fez 58 missões de combate em território inimigo. No dia 26 de março de 1945 deixou a sua base em Pisa, a bordo de seu avião Thunderbolt, para destruir a ponte de Casarsa. Realizou a missão com êxito, mas de volta a base foi atingido pela artilharia anti-área alemã, onde o mesmo relatou: “Mergulhava atirando foguetes... quando senti um tranco violento”. Com o seu avião danificado e em chamas, foi obrigado a pular de pára-quedas, caindo próximo da cidade de Codroípo. Foi imediatamente capturado por forças de patrulha alemã e levado ao QG alemão em Udine, sendo ai vigorosamente interrogado, resistindo bravamente às pressões e artimanhas nazistas. De Udine foi levado para o campo de concentração de Nuremberg, na Alemanha, onde foi mais uma vez interrogado. De Nuremberg foi transferido para o campo de concentração de Munique e dali foi obrigado a marchar 200 km até campo de concentração de Nuisburg.
No dia 10 de Maio de 1945, depois de 45 dias de muitos maus momentos e tensão, foi libertado pelas forças do III exército americano, comandado pelo General Patton. Perdera 20 quilos. Livre, foi primeiramente para Paris e depois para Pisa reencontrar os amigos do 1º Grupo de Avião de Caça.
Após a guerra, continuou na aviação de caça e em outras aviações, tendo acumulado cerca de 7.000 horas de vôo. Foi instrutor da Escola de Aperfeiçoamento de Oficiais e da Escola Superior de Guerra. Reformou-se no posto de Major Brigadeiro. 
Faleceu no dia 17 de Abril de 2008. Foi sepultado no cemitério de São João Batista, na cripta dos aviadores.